# I. C. Fundescu
I.C. Fundescu (n. 1836, Pitești – d. 1904) a fost un versificator și prozator român. 
A rămas cunoscut pentru două culegeri de basme care au fost elogiate de cărturarii B.P. Hasdeu și Ilarie Chendi. A făcut studiile la Pitești și în anul 1857 a devenit secretar și inspector în Comitetul teatrelor, unde a lucrat timp de 12 ani. A fost redactor la Pepelea, Teatrul, Telegraful, Tombatera și a colaborat la Dâmbovița, Naționalul, Românul, Satirul. Pe lângă nuvele, versuri sau chiar câteva încercări de roman, I.C.Fundescu a publicat volumele Literatură populară. Basme, orații, păcălituri și ghicitori în anul 1867 și Anecdote, păcălituri, basme, orații și ghicitori în anul 1896.
Telegraful de București, cotidian politic, istoric și literar, apărut la 1 aprilie 1871, l-a avut pe I.C. Fundescu redactor-șef (4 ian. 1876 - dec. 1881) apoi director (ian. 1882 - 31 aug. 1888). În anul 1876, a apărut la București „Calendarul Telegrafului”, redactat de I. C. Fundescu, în care au fost publicate materiale cu caracter anecdotic și umoristic.

## Opera

### Basme
- Făt-Frumos și fata lui Roșu împărat
- Fata din dafin
- Făt-Frumos cu părul de aur
- Dafin împărat
- Fata de împărat și pescarul
- N-aude, n-a vede
- Ion Buzdugan
- Sfânta Vineri
- Balaurul cu douăsprezece capete
- Cei trei frați de cruce
- Sora Crivățului
- Sorin